# الجيش السادس (الدولة العثمانية)
الجيش السادس (بالتركية: Altıncı Ordu)‏ جيش عثماني مقر قيادته في بغداد
تأسس في 1877 حتى 1911، وبعد اندلاع الحرب العالمية الأولى اعيد تأسيس الجيش السادس العثماني في 1915 ليشارك في حملة بلاد الرافدين ، تألفت وحداته عام 1915 من فيلقين هما الفيلق الثالث عشر والفيلق الثامن عشر.

## الإدارة والتنظيم
ينتشر الجيش السادس في منطقة العراق العثماني بولايته الثلاث (بغداد والموصل والبصرة) ويقع مقر قيادته في بغداد، والدور الرئيسي المناط بالجيش السادس هو مراقبة الحدود مع الدولة القاجارية ، أما الدور الثانوي الذي يلعبه الجيش فهو يشكل قوة احتياطية للجيش الرابع العثماني في شرق الأناضول والذي يقع بالقرب من حدود الإمبراطورية الروسية.
قال محمد أحمد محمود في كتابه (أحوال العشائر العراقية العربية وعلاقتها بالحكومة) "الفيلق السادس هو الجيش السادس بالنسبة إلى المناطق العسكرية السبع  في الدولة العثمانية، وقد أصبح العراق منذ عام 1885م وبموجب ترتيب ما دُعي بالجهاز القاري ذي المناطق أصبح يكوّن منطقة الجيش  السادس يُقدِّم وقتَ السِلم فيلقاً واحداً، ويُقدِّم وقت الحرب ثلاثة فيالق بصورة نظرية هي السادس والثاني عشر والثامن عشر".
عانى الجيش السادس من نقص عدد الافراد فدائما ما كانت قواته ناقصه مقارنة مع بقية الجيوش العثمانية الآخرى ولم يتجاوز عدد افراده عام 1886 عن 13 ألف فرد من الجنود النظاميين و933 ضابطا إضافة إلى 39 ألف من افراد الاحتياط، وبالرغم من الجهود المبذولة لرفع عدد افراده فلم يتجاوز تعداد افراده النظاميين عن 20 الفا عام 1905 ورغم ذلك فقد كانت كانت نفقات الجيش السنوية تستهلك نصف ايرادات ولايات العراق الثلاثة

## تشكيلات الجيش السادس (1908)
كان الجيش السادس عام 1908 يتألف من الفرق النظامية التالية
- فرقة المشاة 11
- فرقة المشاة 12
- فرقة الفرسان السادسة
- لواء المدفعية 15

إضافة إلى الفرق النظامية تتبع قياد الجيش السادس فرق الرديف التالية:
- فرقة الرديف 21 (بغداد)
- فرقة الرديف 22 (البصرة)
- فرقة الرديف 23 (كلكيت)
- فرقة الرديف 24 (الموصل)

## هوامش
1. ↑  David Nicolle, colour plates by Rafaelle Ruggeri, The Ottoman Army 1914-18, Men-at-Arms 269, Ospray Publishing Ltd., 1994, ISBN 1-85532-412-1, p. 14.
2. ↑  Zekeriya Türkmen, Mütareke Döneminde Ordunun Durumu ve Yeniden Yapılanması (1918-1920), Türk Tarih Kurumu Basımevi, 2001, ISBN 975-16-1372-8, p. 44. (بالتركية)
3. 1 2 3  Gökhan Çetinsaya, p16
4. ↑  محمد أحمد محمود (2024). أحوال العشائر العراقية العربية وعلاقتها بالحكومة 1872 - 1918. بغداد: مكتبة النهضة العربية. ص. 73و74.
5. ↑  J. Erickson, p17
6. ↑  J. Erickson, p19